# Себекхотеп III
Себекхотеп III — давньоєгипетський фараон з XIII династії.

## Життєпис
Імовірно, не мав царського походження, його батько, Ментухотеп, мав титули «високого вельможі» та «члена еліти» та, скоріше всього, просунувся на військовій службі. Однак походження Себекхотепа та його близьких родичів, імовірно, не особливо бентежило царя, оскільки про такий факт зазначено у написах на скарабеях, що дійшли до наших часів, вівтарях, скельних гравюрах та інших пам'ятниках.
Розпочав кар'єру в армії, де гарно себе зарекомендував, оскільки невдовзі потрапив до складу царської варти. Отримавши доступ до системи забезпечення безпеки фараона, Себекхотеп використав це з метою палацового перевороту та захоплення влади. Такий факт свідчить про глибоку кризу системи державного управління у той час.
За його правління відбулись докорінні зміни, що допомогли країні вийти з кризи. Папірус, датований першим чи другим роком правління Себекхотепа, свідчить про позитивні зміни на всіх рівнях суспільного життя. За Себекхотепа III було збільшено кількість головних урядовців та розгорнуто широкомасштабне будівництво.
Оскільки Себекхотеп III не залишив спадкоємців чоловічої статі, він не заснував нову династію, а після його смерті його родина втратила будь-який політичний вплив.
Від часів його правління залишились численні пам'ятники у Карнаці, Ель-Кабі й Абідосі.